# Lukáš Olejár
Lukáš Olejár (* 1987) ist ein ehemaliger slowakischer Biathlet und Skilangläufer.
Olejár startete zunächst 2006 und 2007 im Skilanglauf-Slavic-Cup, weitere Rennen folgten von 2013 bis 2020, jeweils ohne die Top Ten zu erreichen. Der Athlet von Metropol Košice bestritt mit den Sommerbiathlon-Europameisterschaften 2013 in Haanja seine ersten internationale Meisterschaften und wurde 31. des Sprints, 27. der Verfolgung und mit Vladimíra Točeková, Martina Darmová und Peter Kazár Achter im Mixed-Staffelrennen.